# Onan Hasang
Onan Hasang is een bestuurslaag in het regentschap Tapanuli Utara van de provincie Noord-Sumatra, Indonesië. Onan Hasang telt 463 inwoners (volkstelling 2010).